# Коул, Карлтон
Ка́рлтон Майкл Ко́ул Оки́рие (англ. Carlton Michael Cole Okirie; 12 октября 1983, Лондон) — английский футболист, нападающий.

## Карьера игрока

### В клубах
22 октября 2015 года подписал контракт с шотландским «Селтиком», рассчитанный до конца сезона 2016/17.

### В сборной
Родители Карлтона родом из Нигерии и Сьерра-Леоне, поэтому он мог выступать за национальные сборные этих стран, но отказался от этой возможности. Коул регулярно выступал за молодёжную сборную Англии до 21 года, забив 6 мячей в 19 матчах, включая «дубль» в ворота молодёжной сборной Украины в августе 2004 года (Англия победила со счётом 3:1). Питер Тейлор, который тогда был главным тренером молодёжной сборной Англии, заявил, что Коул имеет «…потенциал пробиться в основную сборную Англии…».
11 февраля 2009 Коул был впервые вызван в первую сборную Англии на товарищеский матч со сборной Испании. Он вышел на поле на 75-й минуте матча, заменив Габриэля Агбонлахора. Англия проиграла этот матч со счётом 2:0. Весной 2009 Коул вновь был вызван в сборную для участия в матчах против Словакии и Украины, а затем и на матчи против Казахстана и Андорры.

## Карьера тренера
С декабря 2018 года работает тренером в Академии «Вест Хэм Юнайтед».

## Достижения
«Челси»
- Чемпион Премьер-лиги: 2005/06
- Лучший молодой игрок «Челси»: 2002